# إيلو شوما
إيلو-شوما ملك آشوري خلف والده شالم-أخي على عرش آشور، ويأتي تسلسله رقم 32 في قائمة ملوك آشور. حكم في فترة قريبة من عام 1900 قبل الميلاد حيث لم تحدد طول الفترة التي حكم فيها الدولة لآشورية، وتم تسجيله باعتباره واحدً من الملوك الستة الذين كتبت أسماؤهم على الطوب الاحمر، والذين يعرفون ب«الملوك المحطمين»، الذين لم يكونوا معروفين في سجلات موظفي الليمو. حيث بدأ التدوين في سجلات الليمو بعده بسنوات، والتي أشارت إلى ان ابنه إيريشوم الذي خلفه في الحكم واستمر حكمه لمدة 30 عاماً، (أو 40 عاماً اعتمادا على نسخة من قائمة ملوك آشور)، ثم جاء ابنه الآخر إكونوم.

## سيرته
كان إيلو-شوما يلقب نفسه «نائب الوصي آشور، حبيب الإله آشور والإلهة عشتار»، وقد سجلت وقائع أحداث الملوك في وقت مبكر إنه عاصر سومو آبوم مع مؤسس سلالة بابل الأولى سنة 1830 قبل الميلاد. حيث يعتقد بعض المؤرخين أن إيلو-شوما كان قد انخرط في صراع مع جاره الجنوبي (سو أبو). وهناك نقش فخاري لإيلو-شوما يصف فيه علاقاته مع الجنوب، يقول فيه:
(حرية الأكديين وأبنائهم أنا من أقامها..أنا من نقى نحاسهم.. أسست حريتهم من حدود الأهوار، وأور، ونيبور، وأوال، كيسمار، دير والإله عشتار، لغاية مدينة آشور.
يرى المؤرخين إلى أن ذلك يمثل محاولة من الملك إيلو-شوما لجذب التجار من جنوب آشور مع الامتيازات والإعفاءات الضريبية، لاحتكار تبادل النحاس من الخليج بالقصدير من الشرق. والمدن المذكورة بالتالي كانت هي طرق القوافل الرئيسية الثلاثة لنقل السلع بدلاً من طرق حملات العسكرية التي كان يقوم بها الملك.
تضمنت انشطته العمرانية بناء المعبد القديم للإلهة عشتار، ترميم سور المدينة، تقسيم المدينة إلى قطع سكنية، وتحويل مجرى اثنين من الينابيع إلى أبواب المدينة. سجل الملك توكولتي نينورتا الأول على أحد نقوشه التذكاريه انه قد سبقه قبل 720 عاما في بنائه معبد عشتار المجاور. ومن خلال ذلك يمكن الاستدلال على مدة حكم أيلو شوما، على الرغم من كونه «من بين الملوك الذين لا يعرف سنوات حكمهم في قوائم ملوك آشور»، والتي حددها الملك توكولتي-نينورتا الأول فيما بعد بأن تكون 21 سنة.